# Broderick Crawford
William Broderick Crawford (Filadelfia, 9 dicembre 1911 – Rancho Mirage, 26 aprile 1986) è stato un attore statunitense.

## Biografia

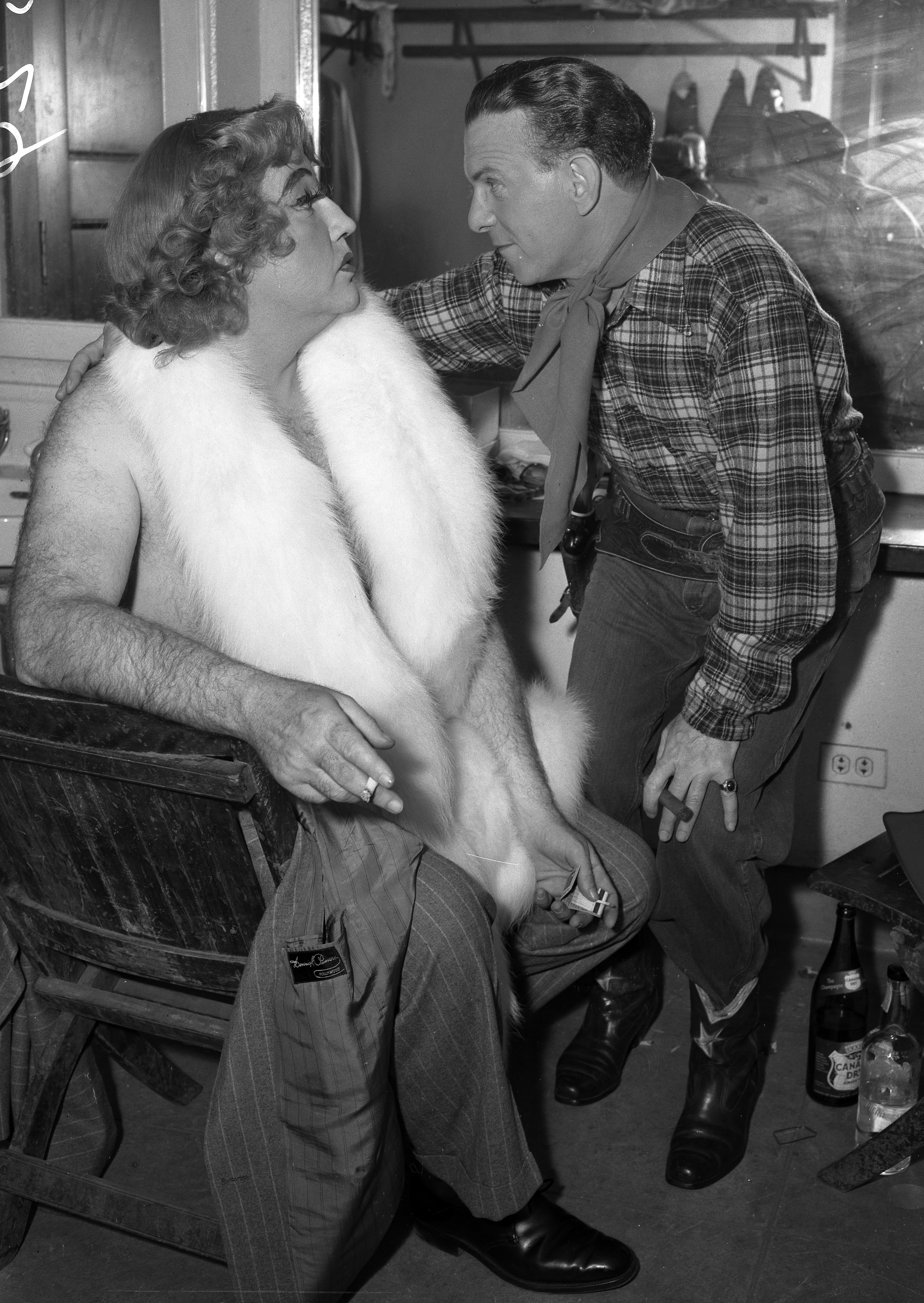
Crawford in abiti femminili, con George Burns, nel camerino durante Friars Frolics, Los Angeles (1950)

Crawford nacque a Philadelphia da Lester Crawford e Helen Broderick, entrambi attori di vaudeville, un genere di intrattenimento molto popolare nel Nord America durante i primi anni del Novecento; sua madre ebbe una discreta carriera cinematografica nel genere Screwball comedy.
Sin da piccolo accompagnò i suoi genitori in tour, fino a quando non li seguì anche sul palcoscenico, recitando con loro. Ma con il declino del vaudeville, Crawford decise di entrare al college di Harvard, ma lo lasciò dopo tre settimane per iniziare a lavorare nelle stive delle navi nei docks di New York.
Ritornò a recitare grazie alla radio e nel 1934 debuttò a Broadway nello spettacolo She Loves Me Not. Riscosse un certo successo nel 1937 quando recitò la parte di Lenny in Uomini e topi, adattamento teatrale del romanzo omonimo del premio Nobel John Steinbeck. Subito dopo si trasferì a Hollywood senza però riuscire ad ottenere il ruolo nella trasposizione cinematografica della stessa opera. Fece comunque il suo debutto sul grande schermo nella commedia Tiranna deliziosa (1937) e negli anni seguenti recitò ruoli di comprimario in importanti pellicole d'avventura quali Beau Geste (1939) e La taverna dei sette peccati (1940).
Nel 1949 Crawford fu scritturato per interpretare il ruolo di Willie Stark nel film Tutti gli uomini del re. Questo ruolo (che Sean Penn riprenderà nel rifacimento del 2006), valse a Crawford un Premio Oscar come miglior attore protagonista.
Il 1950 riservò all'attore un altro successo cinematografico, grazie all'interpretazione del grezzo Harry Brock in Nata ieri, al fianco di Judy Holliday e William Holden. Il suo ruolo verrà ripreso da John Goodman nel rifacimento del 1993.
Nonostante questi successi, la carriera di Crawford vacillò a causa della difficoltà incontrata dall'attore nel reperire ruoli adatti al suo stile recitativo e al suo fisico corpulento, e anche per via della sua personalità a volte scontrosa.

Broderick Crawford ne Il bidone di Federico Fellini (1955)

Risale al 1955 la sua partecipazione a una produzione italo-francese diretta da Federico Fellini, Il bidone, in cui Crawford caratterizzò con molta abilità il personaggio di Augusto Rocca, protagonista truffaldino del film, doppiato dall'attore Arnoldo Foà. François Truffaut dichiarò in proposito "...ma io, che avevo tutto il tempo a mia disposizione, sarei rimasto volentieri delle ore a veder morire Broderick Crawford".
Sempre nel 1955 il noto produttore televisivo Frederick Ziv offrì a Crawford il ruolo da protagonista nella serie poliziesca La pattuglia della strada. Il telefilm, che ebbe un notevole successo durante il periodo di programmazione (1955-1959), vide l'attore impegnato nel ruolo del burbero e zelante comandante Dan Matthews.
Negli anni successivi Crawford continuò a dividersi tra la televisione e il grande schermo. Girò numerose pellicole fra le quali La pistola sepolta (1956) con Glenn Ford, Tramonto di un idolo (1966) con Stephen Boyd e Una piccola storia d'amore (1979), dove interpretò se stesso. Sul piccolo schermo, tra il 1961 e il 1962 prese parte, come protagonista e coproduttore, ad un'altra serie televisiva, King of Diamonds.
In un cameo del 1977, nella serie tv CHiPs, riprese in modo sarcastico il ruolo di Chief Dan Matthews, storico personaggio interpretato nella serie Highway Patrol. Da segnalare per la singolarità dell'evento anche la sua partecipazione come ospite speciale al programma comico del network NBC Saturday Night Live, in una puntata della stagione del 1977.
Broderick Crawford continuò a recitare quasi fino alla sua morte, avvenuta il 26 aprile 1986 a Rancho Mirage in California. È uno dei pochi attori che vantano due stelle nella celebre Hollywood Walk of Fame: una per la carriera cinematografica al 6901 di Hollywood Boulevard e l'altra per la carriera televisiva al 6734 dello stesso viale.

## Filmografia

### Cinema
- Tiranna deliziosa (Woman Chases Man), regia di John G. Blystone (1937)
- Beau Geste, regia di William A. Wellman (1939)
- La gloriosa avventura (The Real Glory), regia di Henry Hathaway (1939)
- Eternamente tua (Eternally Yours), regia di Tay Garnett (1939)
- L'assassino è in casa (Slightly Honorable), regia di Tay Garnett (1939)
- La vendetta dei Dalton (When the Daltons Rode), regia di George Marshall (1940)
- La taverna dei sette peccati (Seven Sinners), regia di Tay Garnett (1940)
- La valle dei forti (Trail of the Vigilantes), regia di Allan Dwan (1940)
- The Black Cat, regia di Albert S. Rogell (1941)
- Odio di sangue (Badlands of Dakota), regia di Alfred E. Green (1941)
- A sud di Tahiti (South of Tahiti), regia di George Waggner (1941)
- La mascotte dei fuorilegge (Butch Minds the Baby), regia di Albert S. Rogell (1942)
- I tre furfanti (Larceny, Inc.), regia di Lloyd Bacon (1942)
- Ombre di Broadway (Broadway), regia di William A. Seiter (1942)
- Anche oggi è primavera (The Runaround), regia di Charles Lamont (1946)
- L'angelo nero (Black Angel), regia di Roy William Neill (1946)
- La vergine di Tripoli (Slave Girl), regia di Charles Lamont (1947)
- La fiamma (The Flame), regia di John H. Auer (1947)
- I giorni della vita (The Time of Your Life), regia di H.C. Potter (1948)
- Il verdetto (Sealed Verdict), regia di Lewis Allen (1948)
- I banditi della città fantasma (Bad Men of Tombstone), regia di Kurt Neumann (1949)
- Sempre più notte (Night Unto Night), regia di Don Siegel (1949)
- Anna Lucasta, regia di Irving Rapper (1949)
- Tutti gli uomini del re (All the King's Men), regia di Robert Rossen (1949)
- Tempeste sull'Oceano Indiano (Cargo to Capetown), regia di Earl McEvoy (1950)
- Condannato! (Convicted), regia di Henry Levin (1950)
- Nata ieri (Born Yesterday), regia di George Cukor (1950)
- Luci sull'asfalto (The Mob), regia di Robert Parrish (1951)
- Ultime della notte (Scandal Sheet), regia di Phil Karlson (1952)
- Stella solitaria (Lone Star), regia di Vincent Sherman (1952)
- Quattro morti irrequieti (Stop, You're Killing Me), regia di Roy del Ruth (1952)
- Nuvola nera (Last of the Comanches), regia di André De Toth (1953)
- L'ultima resistenza (The Last Posse), regia di Alfred L. Werker (1953)
- Gente di notte (Night People), regia di Nunnally Johnson (1954)
- La bestia umana (Human Desire), regia di Fritz Lang (1954)
- Squadra investigativa (Down Three Dark Streets), regia di Arnold Laven (1954)
- Anonima delitti (New York Confidential), regia di Russell Rouse (1955)
- Un pugno di criminali (Big House, U.S.A.), regia di Howard W. Koch (1955)
- Nessuno resta solo (Not as a Stranger), regia di Stanley Kramer (1955)
- Il bidone, regia di Federico Fellini (1955)
- La pistola sepolta (The Fastest Gun Alive), regia di Russell Rouse (1956)
- I diavoli del Pacifico (Between Heaven and Hell), regia di Richard Fleischer (1956)
- Infamia sul mare (The Decks Ran Red), regia di Andrew L. Stone (1958)
- La vendetta di Ercole, regia di Vittorio Cottafavi (1960)
- Square of Violence, regia di Leonardo Bercovici (1961)
- Tre passi dalla sedia elettrica (Convicts 4), regia di Millard Kaufman (1962)
- I leoni di Castiglia (El valle de las espadas), regia di Javier Setó (1963)
- Madame P... e le sue ragazze (A House Is Not a Home), regia di Russell Rouse (1964)
- Il giorno dopo (Up from the Beach), regia di Robert Parrish (1965)
- Kid Rodelo, regia di Richard Carlson (1966)
- Tramonto di un idolo (The Oscar), regia di Russell Rouse (1966)
- Ringo il texano (The Texican), regia di Lesley Selander (1966)
- Per un dollaro di gloria, regia di Fernando Cerchio (1966)
- Il grido di guerra dei Sioux (Red Tomahawk), regia di R.G. Springsteen (1967)
- L'avvoltoio (The Vulture), regia di Lawrence Huntington (1967)
- Smashing il racket del crimine (Hell's Bloody Devils), regia di Al Adamson (1970)
- Dove vai senza mutandine? (Mir hat es immer Spaß gemacht), regia di Will Tremper (1970)
- Il candidato (The Candidate), regia di Michael Ritchie (1972) (voce, non accreditato)
- Il manichino assassino (Terror in the Wax Museum), regia di Georg Fenady (1973)
- Una piccola storia d'amore (A Little Romance), regia di George Roy Hill (1979)
- Harlequin, regia di Simon Wincer (1980)
- American Blue Jeans (Liar's Moon), regia di David Fisher (1982)

### Televisione
- Four Star Playhouse – serie TV, episodio 1x08 (1953)
- General Electric Theater – serie TV, episodio 1x02 (1953)
- Damon Runyon Theater – serie TV, episodio 1x02 (1955)
- Telephone Time – serie TV, episodio 2x09 (1956)
- The Rough Riders – serie TV, episodio 1x18 (1959)
- Il virginiano (The Virginian) – serie TV, episodio 2x04 (1963)
- Sotto accusa (Arrest and Trial) – serie TV, episodio 1x06 (1963)
- Gli uomini della prateria (Rawhide) – serie TV, episodi 6x27-6x28 (1964)
- La legge di Burke (Burke's Law) – serie TV, episodi 1x16-1x23-2x12-2x15 (1964)
- Gli inafferrabili (The Rogues) – serie TV, episodio 1x17 (1965)
- Cimarron Strip – serie TV, episodio 1x21 (1968)
- Get Smart – serie TV, episodio 5x05 (1969)
- Los Angeles: ospedale nord (The Interns) – serie TV, 24 episodi (1970-1971)
- Guardate cosa è successo al figlio di Rosemary (Look What's Happened to Rosemary's Baby), regia di Sam O'Steen – film TV (1976)
- CHiPs – serie TV, episodio 1x09 (1977)

## Doppiatori italiani
- Giorgio Capecchi in L'angelo nero, La vergine di Tripoli, Il verdetto, Stella solitaria, Squadra investigativa, Un pugno di criminali, Nessuno resta solo, La pistola sepolta, I diavoli del Pacifico, Infamia sul mare, La vendetta di Ercole, I leoni di Castiglia, Ringo il texano
- Mario Besesti in La mascotte dei fuorilegge, I banditi della città fantasma, Tutti gli uomini del re, Condannato!, Nata ieri, Luci sull'asfalto, Nuvola nera, Gente di notte, La bestia umana
- Carlo Romano in La gloriosa avventura, La taverna dei sette peccati
- Arnoldo Foà in Il bidone
- Luigi Pavese in Kid Rodelo
- Emilio Cigoli in Per un dollaro di gloria

## Riconoscimenti
Premi Oscar 1950 – Oscar al miglior attore per Tutti gli uomini del re